# Донець (Чугуївський район)
Донець — селище в Харківській області, Чугуївський район, Слобожанська міська громада.

## Географія
Селище Донець знаходиться недалеко від витоків річки Гнилиця ІІІ, біля озера Крячковате, за 2,5 км від озера Лиман, за 2 км від міста Слобожанське. У селищі є однойменна залізнична платформа. На відстані 1 км проходить автомобільна дорога. Є два озера Велике Крячкувате та Мале Крячкувате Р78.

## Історія
1929 — дата заснування.

## Населення

### Мова
Розподіл населення за рідною мовою за даними перепису 2001 року:
| Мова            | Кількість | Відсоток |
| --------------- | --------- | -------- |
| українська      | 1304      | 76.75%   |
| російська       | 370       | 21.78%   |
| білоруська      | 18        | 1.06%    |
| румунська       | 3         | 0.18%    |
| інші/не вказали | 4         | 0.23%    |
| Усього          | 1699      | 100%     |

## Економіка
- Молочно-товарна ферма.
- Теплиці.
- Сільськогосподарський виробничий кооператив «Шебелинський».

## Об'єкти соціальної сфери
- Дитячий садок.
- Школа.
- Амбулаторія сімейної медицини.
- Стадіон.
- Бібліотека.
- Клуб.